# Elżbieta Tejchman-Wawrzonowska
Elżbieta Tejchman-Wawrzonowska (ur. 10 kwietnia 1934 w Warszawie, zm. 9 czerwca 2014 w Londynie) – fotografka polskiego pochodzenia.
Ukończyła w 1952 Liceum Fotograficzne w Warszawie, a następnie rozpoczęła pracę zawodową i dydaktyczną. Prowadziła przy Warszawskim Towarzystwie Fotograficznym koło fotograficzne oraz organizowane przez tygodnik "Na Przełaj" kursy fotograficzne dla amatorów. Dzięki kontaktom z fotografikiem Zbigniewem Dłubakiem rozpoczęła współpracę z Grupą 55. W 1958 była komisarzem Międzynarodowej Wystawy Fotograficznej „Krok w nowoczesność”, która odbyła się w warszawskiej Galerii Krzywe Koło. Współpracowała z miesięcznikiem "Fotografia", publikowała tam zdjęcia oraz porady dotyczące fotografii artystycznej. Od 1965 pracowała w Instytucie Organizacji i Mechanizacji Budownictwa, dzięki czemu rozpoczęła realizację projektów dotyczących przestrzenią miejskiej.
W 1966 roku w warszawskim Muzeum Narodowym pokazała dokumentację fotograficzną z I Biennale Form Przestrzennych w Elblągu. Od 1969 roku była członkiem ZPAF (nr. legitymacji 368), w późniejszym czasie była sekretarzem komisji artystycznej. Uczestniczyła w wystawie "Fotografowie poszukujący", która została przez Elżbietę Tejchman udokumentowana. Jej autorstwa są dokumentacje ekspozycji warszawskiej Galerii Współczesnej. W 1984 roku wyemigrowała do Londynu.
Była żoną fotografa i malarza Wojciecha Wawrzonowskiego.